# Mongiove
Mongiove è un centro abitato di 557 abitanti del comune italiano di Patti, nella città metropolitana di Messina in Sicilia.

## Geografia fisica
Antico borgo di pescatori protetto dal monte di Giove (o Mongiove), è situato alle pendici di Tindari nei pressi della riserva naturale orientata Laghetti di Marinello, in una zona ricca di ulivi e fichi d'india, lungo la costa tirrenica racchiusa nel golfo di Patti.
La lunga spiaggia di Mongiove è delimitata a est dal promontorio roccioso di monte di Giove, sito a circa 1 km a est del borgo, che raggiunge i 199,2 m s.l.m. ed è caratterizzato dalla presenza di grotte e di faraglioni siti a breve distanza dalla riva.
Il territorio e il centro abitato sono attraversati dal torrente Cedro, che ha origine dal monte Litto.
Da Mongiove sono ben visibili le isole Eolie e, a qualche chilometro dalla costa in direzione nord-ovest, lo scoglio di Patti e la Pietra di Patti.

## Origini del nome
Il nome potrebbe derivare da monjoie (altura, collina) o dal latino mons iugum (giogo di monte).

## Storia
Tommaso Fazello nella sua storia della Sicilia (1560) documenta l'esistenza nella località di rovine di un tempio di Giove, di cui avrebbe visto traccia anche Edward Boid nel XIX secolo, da cui è stato ipotizzato provenissero alcune antiche statue, rimaste per un certo periodo su una spiaggia ai piedi del Monte e oggi al Museo archeologico regionale Antonio Salinas di Palermo.

## Monumenti e luoghi d'interesse

### Architetture religiose
- Chiesa parrocchiale di Ognissanti. 38°08′51.56″N 15°00′53.58″E
- Ruderi della chiesa del Salvatore, attestata per la prima volta da Camillo Camilliani nel 1584[7].

### Architetture militari
- Torre Sciacca, facente parte del sistema difensivo costiero del Regno di Sicilia, posta a circa 500 metri della spiaggia[8]. 38°08′41.88″N 15°00′50.5″E

### Siti archeologici
Sono state individuate tracce di necropoli e di un villaggio preistorico presso monte Giove.

### Aree naturali
All'interno del territorio di Mongiove ricade parzialmente il SIC ITA030012 "Laguna di Oliveri-Tindari", nonché la riserva naturale orientata Laghetti di Marinello.

## Società

### Religione
L'unica parrocchia locale, Ognissanti, è amministrata dal vicariato foraneo di Patti della diocesi di Patti.

## Cultura

### Istruzione

#### Scuole
A Mongiove il servizio scolastico è garantito dalla presenza di una scuola d'infanzia e di una scuola primaria incluse nell'istituto comprensivo n. 2 "Luigi Pirandello".

## Infrastrutture e trasporti

### Strade
Il territorio comunale è attraversato dall'autostrada A20 Messina-Palermo, dalla strada statale 113 Settentrionale Sicula e dalla strada provinciale 118 di Mongiove.

### Ferrovie
Pur non presentando alcuna stazione ferroviaria nel proprio territorio, Mongiove è attraversata dalla linea ferroviaria Palermo-Messina. La vecchia stazione locale, denominata Mongiove Siculo, nel 1997 è stata dichiarata senza traffico.